# Fotbal Club Victoria Brănești
Maillots
Actualités
Le Victoria Brănești est un ancien club roumain de football basé à Brănești.

## Historique
- 1968 : fondation du club sous le nom de FC Victoria Brănești
- 2010 : 1re participation au championnat de 1re division (saison 2010/11)
- 2012 : disparition du club

## Palmarès
- Championnat de Roumanie D2 :
  - Champion (1) : 2010
- Championnat de Roumanie D3 :
  - Champion (1) : 2009
- Championnat de Roumanie D4 :
  - Champion (1) : 2007

## Bilan saison par saison
|           | I  | II | III | Points | Journées | V  | N  | D  | B.M. | B.P. | Diff. |
| 2010-2011 | 16 |    |     | 25 pts | 34       | 5  | 10 | 19 | 35   | 61   | -26   |
| 2009-2010 |    | 1  |     | 71 pts | 34       | 21 | 8  | 5  | 62   | 28   | +34   |
| 2008-2009 |    |    | 1   | 82 pts | 32       | 26 | 4  | 2  | 70   | 19   | +51   |
| 2007-2008 |    |    | 8   | 50 pts | 34       | 16 | 2  | 16 | 53   | 56   | -3    |